# Teologia di papa Benedetto XVI
La teologia di papa Benedetto XVI fu la visione teologica proposta dal pontefice nel corso del suo pontificato, composta essenzialmente da tre lettere encicliche sull'amore (2005), sulla speranza (2007) e sulla "carità nella verità" (2009), oltre che da varie costituzioni apostoliche, discorsi ed interviste. La teologia di Benedetto XVI è il frutto di lunghe riflessioni in tutta la sua vita, in gran parte caratterizzate dal suo periodo di guida della Congregazione per la dottrina della fede, che lo hanno portato al desiderio ardente di preservare la fede cattolica nella sua integrità. La sua teologia si origina dal concetto che "Dio ci parla oggi attraverso la sua Chiesa e non solo attraverso la Bibbia". "La Bibbia non è un testo di scienze naturali, ma piuttosto è la testimonianza essenziale della rivelazione di Dio" nelle parole di papa Benedetto. Sempre secondo la visione teologica del pontefice, "è impossibile trarre delle spiegazioni scientifiche dalla Bibbia, ma se ne può trarre unicamente un'esperienza religiosa. La Scrittura non ci riferirà dunque mai di quante specie di piante siano apparse gradualmente sulla terra o come nacquero il sole o la luna, ma il suo proposito è quello di ribadire che Dio ha creato il mondo".
Nella visione di Benedetto XVI il mondo non è un caos di forze opposte tra loro né un duello di forze demoniache da cui l'umanità deve proteggersi. Piuttosto, tutto ciò che esiste viene da un'unica potenza, quella di Dio, che si è rivelata col potere della creazione. Tutto ciò viene dalla Parola di Dio che si pronuncia nella parola della fede. La Bibbia, secondo il pontefice, venne scritta per aiutarci a comprendere l'"eterna Ragione di Dio". La Santa Scrittura non è stata scritta nella sua interezza dall'inizio alla fine come un racconto o una favola; essa appare piuttosto come l'eco della storia di Dio e del suo popolo nella visione ratzingeriana. Il tema della creazione non è risolvibile in un solo luogo o in una sola parola; esso piuttosto accompagna Israele nella sua storia e pertanto anche il Vecchio Testamento appare intriso della Parola di Dio. Con queste considerazioni, papa Benedetto ha presentato la reciproca appartenenza tra Vecchio e Nuovo Testamento. L'individualità delle due parti deriva dal tutto e il tutto deriva da Cristo. La Bibbia, secondo il pontefice, riadatta costantemente la sua immagine al percorso di vita dell'umanità e così facendo si rivela un processo interattivo più profondo e più grande. I cristiani non devono quindi leggere, secondo papa Benedetto, il Vecchio Testamento come indipendente rispetto al Nuovo, ma sempre tenendo presente l'opera salvifica di Cristo e tramite Cristo.

## La teologia di papa Benedetto XVI
Papa Benedetto XVI, come i suoi predecessori, intese presentare il Verbo di Dio al suo tempo. Come Papa e vescovo di Roma egli spiegò il messaggio di Gesù Cristo, almeno in parte, utilizzando l'analisi, i metodi e gli assiomi propri della teologia, a lui molto congeniali. In questo le sue lettere encicliche e le sue costituzioni apostoliche rappresentano l'espressione più chiara della visione teologica di Benedetto XVI.

### Dio è amore
Nella sua prima lettera enciclica da pontefice, Deus caritas est (2005) Benedetto XVI descrive Dio come amore e parla dell'amore che Dio riversa su di noi e che noi a nostra volta dobbiamo mostrare verso gli altri con atti di carità.
La lettera è composta in due parti. Nella parte teologica, egli descrive "l'intrinseco collegamento presente tra l'Amore e la realtà dell'amore umano". La seconda parte si esprime invece con aspetti più pratici e richiama il mondo a una nuova energia per rispondere all'amore di Dio.
Benedetto XVI scrive dell'amore di Dio e considera questo come importante e significativo perché viviamo in un tempo nel quale "il nome di Dio è talvolta associato alla vendetta e persino il dovere dell'odio e della violenza":
(Deus caritas est, 1)
Benedetto XVI ha sviluppato una visione positiva del sesso e dell'Eros nella sua prima enciclica, che infine esprime una visione tradizionale e vittoriana del corpo umano. L'amore tra uomo e donna è un dono di Dio che non può essere spiegato:
Oggi non di rado si rimprovera al cristianesimo del passato di esser stato avversario della corporeità; di fatto, tendenze in questo senso ci sono sempre state.... ma... L'eros degradato a puro «sesso» diventa merce, una semplice «cosa» che si può comprare e vendere, anzi, l'uomo stesso diventa merce. In realtà, questo non è proprio il grande sì dell'uomo al suo corpo.
Mentre condanna una visione della sessualità come puro divertimento personale e compiacimento dei propri desideri, Benedetto XVI condanna anche la visione del sesso come puro atto di procreazione. A differenza dei precedenti scritti della Congregazione della Dottrina della Fede, il documento di papa Benedetto XVI non contiene condanne, indicando piuttosto un approccio più pastorale della Chiesa. Nel contempo, la sua discussione sull'amore è implicita entro i confini della relazione coniugale.

### Speranza basata sulla Fede
Nella sua seconda lettera, Spe Salvi (2007), Benedetto XVI spiega il concetto di speranza basata sulla fede nel Nuovo Testamento e nella chiesa delle origini. Benedetto suggerisce una ridirezione della speranza. La vera speranza, nella visione di Ratzinger, deve essere basata sulla fede in Dio e nel suo amore. Cristo, l'espressione più concreta dell'amore di Dio, morì sulla croce per porre fine alla schiavitù, alle miserie ed altri problemi che affliggevano il popolo di Dio.
Benedetto XVI evidenzia nella sua lettera due errori nozionistici sulla speranza: 1.) i cristiani rischiano di focalizzare la loro speranza troppo e solo sul tema della salvezza eterna, e 2.) alcuni hanno posto la loro speranza esclusivamente nella scienza, nel razionalismo, nella libertà e nella giustizia per tutti, escludendo quindi ogni nozione di Dio e di eternità. I Cristiani trovano la loro ultima speranza nell'amore di Dio e nelle sue reali conseguenze nella vita quotidiana:
(Spe Salvi, 4)
Benedetto fa riferimento a San Paolo che scrive dalla prigione: "Paolo scrive nel carcere e affida allo schiavo fuggitivo Onesimo per il suo padrone – appunto Filemone. Sì, Paolo rimanda lo schiavo al suo padrone da cui era fuggito, e lo fa non ordinando, ma pregando: « Ti supplico per il mio figlio che ho generato in catene [...] Te l'ho rimandato, lui, il mio cuore [...] Forse per questo è stato separato da te per un momento, perché tu lo riavessi per sempre; non più però come schiavo, ma molto più che schiavo, come un fratello carissimo » (Fm 10-16). Gli uomini che, secondo il loro stato civile, si rapportano tra loro come padroni e schiavi, in quanto membri dell'unica Chiesa sono diventati tra loro fratelli e sorelle – così i cristiani si chiamavano a vicenda. In virtù del Battesimo erano stati rigenerati, si erano abbeverati dello stesso Spirito e ricevevano insieme, uno accanto all'altro, il Corpo del Signore. Anche se le strutture esterne rimanevano le stesse, questo cambiava la società dal di dentro. Se la Lettera agli Ebrei dice che i cristiani quaggiù non hanno una dimora stabile, ma cercano quella futura (cfr Eb 11,13-16; Fil 3,20)".
Per Benedetto, questo non significa vivere solo per il futuro: l'attuale società è riconosciuta dai cristiani come un esilio; essi appartengono ad una nuova società il cui obbiettivo è il pellegrinaggio comune. Un cristiano ha un presente e un futuro, perché la speranza in Gesù Cristo cambia la sua vita. Tutte le condotte umane sono espressione della speranza in azione. Questa speranza da dunque una prospettiva realistica alle sofferenze ed all'aiuto reciproco: possiamo provare a limitare le sofferenze, a combatterle, ma non possiamo eliminarle. È quando tentiamo di evitare le sofferenze ritirandoci da ogni cosa che ci fa soffrire, quando tentiamo di evitare di perseguire la verità, l'amore e la bontà, che piombiamo in una vita di vuotezza, in una sensazione di bieco abbandono.
Benedetto crede che la salvezza si origini non dal nostro evitare la sofferenza, ma piuttosto dalla nostra capacità di accettarla, maturando attraverso di essa, trovando significato in Cristo che soffrì per l'amore infinito. Come filosofo e teologo, da Papa, fu un sostenitore del dialogo tra fede e scienza, presiedendo spesso i lavori alla “sua” università, la Pontificia Università Lateranense, ed incontrando quando possibile i suoi studenti, specialmente i dottorandi. Benedetto XVI mantenne inoltre aperto il dialogo con la filosofia nichilista, con il relativismo, e con il cosiddetto pensiero debole, di cui a livello mondiale il filosofo Gianni Vattimo è il più celebre sostenitore.

### Eucaristia e Chiesa
In una lettera speciale sull'Eucaristia e la Chiesa, Benedetto XVI descrive l'Eucaristia come il principio causale dell'esistenza della Chiesa.
(Sacramentum Caritatis, 14)
Egli ritiene che la Chiesa sia stata fondata da Cristo col sacrificio della croce. Nel contempo, egli descrive la Chiesa come sposa di Cristo e suo corpo. Questo concetto di Chiesa come corpo mistico di Cristo, risale all'epoca di San Paolo ed è stata oggetto di riflessione da parte di molti Padri della Chiesa ma anche, in tempi più recenti, del Concilio Vaticano II.
Cosa significa tutto ciò? Secondo Benedetto, l'Eucarestia è unione con Cristo e ha un profondo impatto sulle nostre relazioni sociali. Dal momento che "l'unione con Cristo è anche l'unione con tutto ciò che ci ha donato. Io non possiedo Cristo per me stesso; io posso appartenergli solo in unione a tutte le cose che ci ha dato, che sono venute per volontà sua, che sono sue."
(Sacramentum Caritatis, 242)

## Teologia, scienza e dialogo con le altre culture
In una sua lectio alla facoltà teologica dell'Università di Ratisbona, in Germania, Benedetto XVI ha discusso delle condizioni per un effettivo dialogo con l'Islam e altre culture diverse da quella cattolica.
Questo richiede una visione della teologia e della scienza "moderna". Il papa considera il moderno concetto di scienza troppo riduttivo sul lungo corso, perché esso da per assodata la determinazione della "certezza" solo attraverso elementi matematici ed empirici. "Tutto ciò che si pretende essere scienza deve essere misurato contro questi stessi criteri. Le scienze umane come la storia, la psicologia, la sociologia e la filosofia tentando di conformarsi a questo canone di scienza".
Secondo papa Ratzinger, questa limitata visione del metodo scientifico esclude la questione di Dio, facendolo apparire come non scientifico o pre-scientifico. Per la filosofia e, seppur con le dovute differenze, anche per la teologia, le grandi esperienze umani nella religione, e quelle della fede cristiana in particolare, sono fonte di conoscenza e ignorarle sarebbe un'inaccettabile restrizione al nostro comprendere e rispondere.
(Lectio di Ratisbona, papa Benedetto XVI)
Benedetto XVI ad ogni modo riconosce molti aspetti positivi della scienza moderna, e considera la ricerca della verità come essenziale per lo spirito cristiano, ma favorisce nell'inclusione del tema della Ragione anche le esperienze filosofiche e teologiche, ma anche come un metodo per entrare in contatto ed in dialogo con altre culture ed altre religioni diverse dalla propria:
(Lectio di Ratisbona, papa Benedetto XVI)
Secondo Introduzione al Cristianesimo  e, 37 anni dopo, L’Europa di Benedetto nella crisi delle culture, Dio è "l'ipotesi migliori" e coloro che sono certo della fede, privi del dubbio, sono comprovatamente lontani da Dio. Tale tesi è stata stigmatizzata come intrisa di storicismo antimetafisico hegeliano.

## Teologia di Joseph Ratzinger

### La Congregazione per la Dottrina della Fede

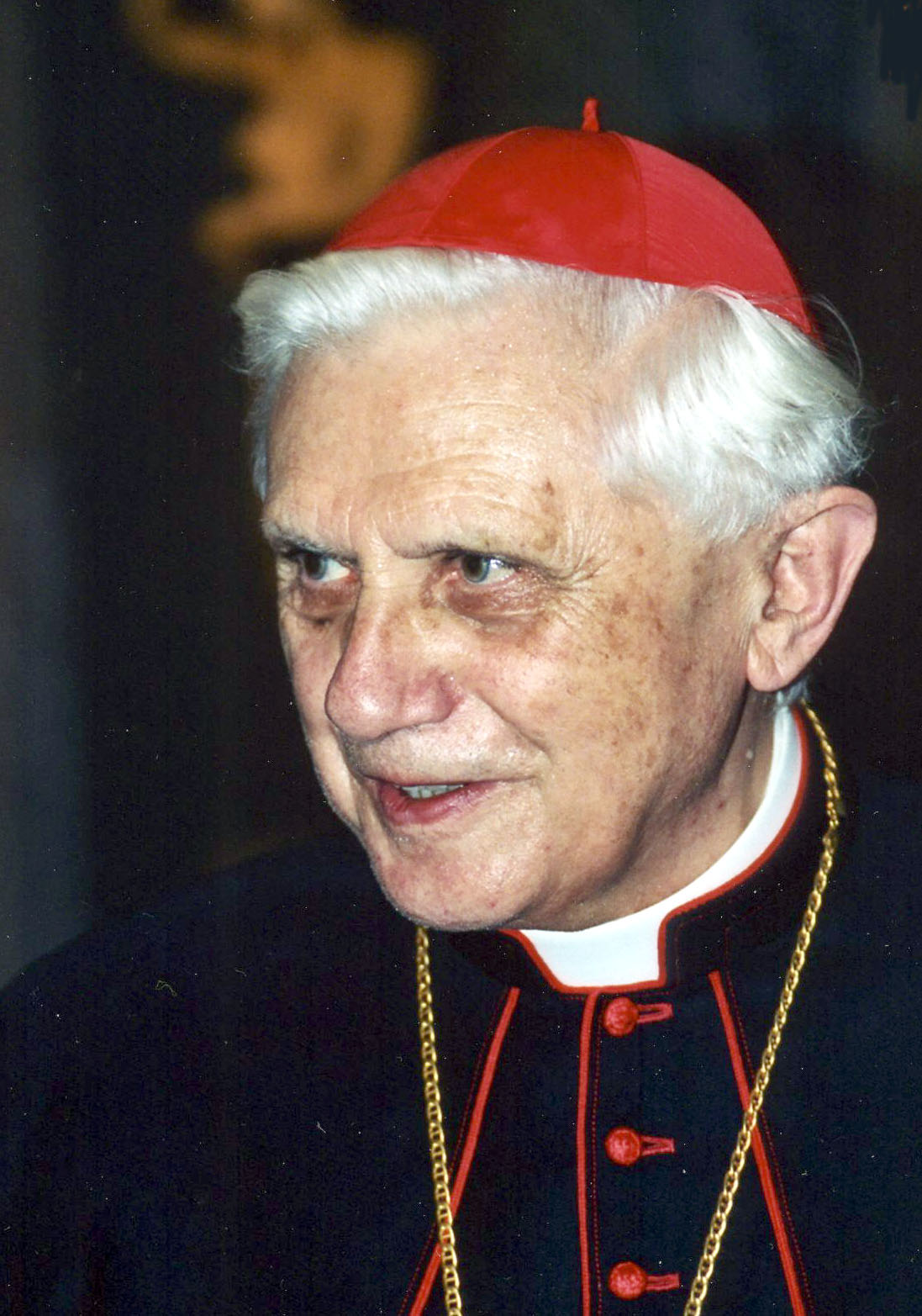
Il cardinale Ratzinger, prefetto della Congregazione per la Dottrina della Fede

La fama di papa Ratzinger come teologo si era cementata già prima della sua elezione al soglio pontificio, quando cioè era ancora prefetto della Congregazione per la Dottrina della Fede. Da cardinale era ritenuto una personalità illuminata che aveva permesso l'ingresso di ricercatori storici e teologici nella sua congregazione, concedendo l'accesso anche all'Archivio della Congregazione della Dottrina della Fede. Il 22 gennaio 1998, la congregazione guidata da Ratzinger rese disponibili tutti i documenti della Santa Inquisizione precedenti alla morte di papa Leone XIII nel 1903.
In assenza di un corpo notevole di insegnamenti teologici ascrivibili a Benedetto XVI come pontefice, spesso si fa riferimento alla "teologia ratzingeriana" per definire il suo insegnamento, cioè a quella sviluppata e pubblicata nei libri da lui realizzati quando era ancora cardinale. Se da un lato vi sono delle similitudini tra gli insegnamenti di Benedetto e quelli di Ratzinger, la teologia del cardinale Joseph Ratzinger è stata talvolta vista come "inusuale" per lui che ricopriva un incarico di tutela della fede, non necessariamente di innovazione.
Ancora giovane studente, già Ratzinger ebbe modo di opporsi al tomismo propugnato dai suoi professori e dalla maggior parte della scuola teologica dell'epoca. Egli giudicò le prime proposte fatte al Concilio Vaticano II come "restrittive, rigide e insufficientemente pastorali." Solo negli anni '70 Ratzinger sentì di aver sviluppato infine una propria visione teologica.

#### La questione di Karl Rahner
La "propria visione teologica" portò al cardinal Ratzinger delle critiche da parte di teologi liberali come Hans Küng e Karl Rahner.
(Karl Rahner)
Karl Rahner ha voluto con questa pubblicazione sottolineare come il prefetto potesse difendere "solo" il magistero ufficiale della chiesa, i suoi insegnamenti ed il diritto canonico, senza influenzare questi aspetti con la propria visione teologica in quanto egli si fa portavoce in quel momento della Chiesa e non di sé stesso. Questa concezione della teologia sembrerebbe dunque far propendere l'esperienza teologica di Ratzinger nella cosiddetta "zona grigia della teologia", quella delle questiones disputatae, secondo le quali dove il magistero della chiesa presenta delle falle non colmate, possa valere l'interpretazione del singolo.

### Rivelazione divina
Come ha avuto modo di dire lo stesso Ratzinger, tutto ha avuto inizio col "dramma della mia dissertazione", una tesi post-dottorale incentrata su San Bonaventura, sulla quale i suoi professori manifestarono non poche riserve perché incentrata sulla rivelazione divina.
Ratzinger sostenne nel suo scritto che Dio rivela e si autorivela nella storia ed attraverso la storia e non solo attraverso gli autori della Bibbia. Egli ritenne inoltre che la staticità del concetto biblico di rivelazione divina non esisteva già più nel XIII secolo. Così facendo, Ratzinger andò a contraddire la teologia cattolica tradizionale e questo quasi gli costò la laurea, ma riuscì con questo successo a qualificarsi come libero pensatore.
La sua teologia sulla rivelazione venne discussa nel corso del Concilio Vaticano II. A Roma egli continuò a sostenere che la rivelazione, significhi più che altro Dio che comunica con noi e che essa si possa esprimere perlopiù con parole umane. La rivelazione di Dio non è una grande pietra granitica e fredda piombata dal cielo anni fa, che deve essere sezionata ed analizzata; Dio ha voluto lasciarci un messaggio vivo e vibrante.
(Joseph Ratzinger, Introduction to Christianity, Seabury, New York, 1979, p. 27)

#### Teologia dell'Alleanza
Nella sua teologia dell'Alleanza, Benedetto XVI da un'interpretazione unificata delle Scritture incentrata sulla persona e sull'opera di Gesù, con implicazioni che vanno dall'Eucaristia alla comprensione dell'ecumenismo. Benedetto XVI ritiene che la cristologia debba essere rintracciata nella teologia dell'Alleanza del Nuovo Testamento, che affonda le proprie radici nell'unità dell'intera Bibbia. In questa teologia dell'Alleanza, l'alleanza di Abramo è riempita dalla nuova alleanza ed è vista come fondamentale e perdurante anche nella fiducia di Mosè (Rom. 5:20). Le promesse date ad Abramo garantiscono la continuità della salvezza nella storia, dai patriarchi a Gesù e poi nella Chiesa, aperta ad ebrei e gentili. L'Ultima Cena è nella visione di Ratzinger il sigillo apposto alla nuova alleanza, e l'Eucaristia rappresenta il rinnovo quotidiano di questa stessa alleanza. Seguendo la Lettera agli Ebrei, Benedetto descrive Gesù morto assieme all'Eucaristia, nel cui sangue Gesù è offerto al Padre, come perfetta realizzazione del Giorno del Giudizio (cfr. Ebr. 9:11–14, 24–26).

#### Il ruolo della Chiesa
Per comprendere la rivelazione di Dio, secondo Ratzinger, il ruolo della Chiesa risulta importante in tutte le epoche. La visione di Benedetto della Chiesa, pone ecclesiologicamente più enfasi sulla chiesa cattolica e sulle sue istituzioni intesi come strumenti attraverso i quali il messaggio di Dio si manifesta sulla Terra, una visione della Chiesa universale diffusa su tutto il mondo che tende a resistere alla pressione locale di sottometterla a specifici paesi o culture.
Come tutti i suoi predecessori, Benedetto XVI non ha ricercato una verità morale come un processo dialettico, sostenendo che le materie di fede e morale sono universalmente vere e pertanto devono essere determinate a livello universale: "la chiesa universale... ha precedenza, ontologicamente e temporalmente, sulle chiese locali e individuali". Anche per queste affermazioni, Ratzinger è stato visto come una figura chiave della centralizzazione della gerarchia sotto il pontificato di Giovanni Paolo II.

#### Il ruolo della liturgia
Nella prosecuzione della rivelazione di Dio, papa Benedetto XVI ha posto molta enfasi nella liturgia sacra, aborrendo esperimenti senza gusto su di essa. Per lui la crisi della Chiesa è anche innanzitutto una crisi della liturgia, nella quale il clero e la comunità troppo spesso si trovano a celebrare una liturgia l'uno per l'altro e non per Dio, come se Dio non esistesse.
(Joseph Ratzinger, 1979)
Per papa Benedetto XVI, la liturgia significa apertura a Dio, comunità e fede, unità della chiesa universale e della sua storia; significa "celebrare il mistero del Cristo vivente". Per raggiungere tale obiettivo, Ratzinger si rifà a rivoluzioni come il movimento liturgico riaccendendo lo spirito del Concilio Vaticano II. Non sorprende quindi che una delle prime messe celebrate nel suo pontificato chiedesse con forza ai cattolici una maggiore devozione al "Gesù eucaristico".

#### Continuità col Concilio Vaticano II
(Joseph Ratzinger, Aus meinem Leben, Erinnerungen, DVA, 1997, p.104)
Questo è quanto Ratzinger ha evidenziato sulla riforma liturgica del Concilio come interpretazione simbolica del Vaticano II. Egli ha sempre parlato positivamente del Concilio Vaticano II, ma differenziando tra concilio e spirito del concilio, elementi che non hanno nulla in comune coi testi e le risoluzioni. Come già indicato, Ratzinger ha sempre creduto che gli elementi essenziali del Concilio, come lo spirito della liturgia fossero necessari per renderne materiale l'insegnamento. Egli ad ogni modo, nei suoi scritti e nelle interviste rilasciate, ha più volte dichiarato come il Concilio Vaticano II non rappresenti una rottura radicale; esso non ha rappresentato una nuova era, quanto piuttosto una riformulazione della vecchia dottrina, ma applicata agli insegnamenti degli Apostoli e dei padri della chiesa nel mondo contemporaneo. I documenti del concilio, infatti, citano 205 volte il conservatore Pio XII più di ogni altra persona. Benedetto ha parlato anche contro alcune innovazioni post-conciliari, in particolare sotto l'aspetto liturgico, in parte dimenticato nei propri propositi originari, ricordando infine che il lavoro del concilio è uno sprone al divenire futuro.
Nella messa precedente al conclave, coi cardinali assemblati nella Basilica di San Pietro a Roma, Ratzinger come decano del collegio cardinalizio ha ammonito i presenti: "Stiamo muovendoci nella direzione della dittatura del relativismo che non riconosce nulla come definitivo ed ha il suo valore più alto nell'ego personale e nei desideri del singolo".
Nel suo messaggio natalizio alla curia romana, chiese che il Concilio fosse interpretato non come un'"ermeneutica di discontinuità e rottura" ma con un'"ermeneutica di riforma, di rinnovamento, in continuità con la Chiesa che il Signore ci ha dato, a lui assoggettata".

### Altre opinioni teologiche
Papa Giovanni Paolo II e Benedetto si opposero entrambi fermamente alla teologia della liberazione intesa come movimento politico. Benedetto XVI ha riconosciuto gli aspetti positivi del cattolicesimo carismatico ma nel contempo si è detto cauto verso di esso.

### Politica

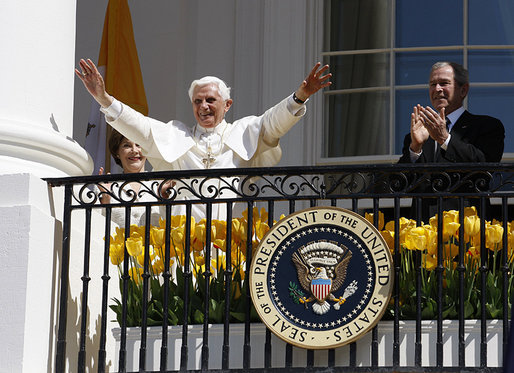
Benedetto XVI con George W. Bush alla Casa Bianca nel 2008

"Non vi sono ragioni per giustificare la guerra contro l'Iraq", disse l'allora cardinal Ratzinger in una conferenza stampa nel 2003. "Non vi è nulla da dire sul fatto che, date nuove armi di distruzione di massa questa distruzione possa andare oltre ai gruppi in conflitto, mi chiedo se oggi possiamo sentirci legittimati ad ammettere l'esistenza di una vera guerra giusta".
Secondo la CNN, Ratzinger condannò a suo tempo il comunismo definendo l'Unione Sovietica "una vergogna dei nostri tempi", così come egli criticò il capitalismo sfrenato dicendo: "Dobbiamo coordinare il libero mercato con il senso di responsabilità dell'uno verso l'altro." Egli ha ripetutamente criticato il materialismo della vita moderna e la "società del si".
Nella primavera del 2005 papa Benedetto si oppose al referendum in Italia che intendeva liberalizzare la legge sull'inseminazione artificiale e la ricerca sulle cellule staminali. Questo fu il primo intervento diretto di un papa nella politica italiana dalla caduta del governo della Democrazia Cristiana. La persona più attiva nella Chiesa dell'epoca fu il cardinale Camillo Ruini, a cui Benedetto XVI fece pervenire il proprio pieno supporto.
Particolari controversie accese il fatto che il clero italiano stesse attuando una strategia per far desistere gli italiani dal voto al referendum. Dal momento che il referendum era stato previsto per un weekend estivo, l'affluenza ci si aspettava fosse bassa. I non votanti avrebbero certamente favorito l'invalidazione del forum che necessitava di raggiungere il quorum del 50% dei votanti.

### L'affare Galilei
Nel 1990 Ratzinger commentò l'affare Galilei, citando il filosofo Paul Feyerabend il quale disse che il verdetto della Chiesa dell'epoca contro Galileo era stato "razionale e giusto". Due anni dopo, nel 1992, papa Giovanni Paolo II espresse dispiacere personale per come l'affare Galileo venne gestito, e disse che i teologi dell'epoca avevano errato nell'intendere letteralmente le Scritture come interpretazione del mondo naturale. Nel gennaio del 2008 Ratzinger decise di cancellare la sua visita all'Università La Sapienza di Roma a seguito di una lettera di protesta siglata da sessantasette accademici che gli chiedevano di condonare la sentenza emessa dal tribunale ecclesiastico nel 1633 contro Galileo che lo accusava di eresia.